# Câu chuyện của hoa hồng
Câu chuyện của hoa hồng (tiếng Anh: The Tale of Rose, tiếng Trung: 玫瑰的故事, bính âm: Méiguī de gùshì, phiên âm Hán Việt: Mai khôi đích cố sự) là một bộ phim truyền hình hiện đại của Trung Quốc do Uông Tuấn đạo diễn với sự tham gia của Lưu Diệc Phi. Bộ phim được chuyển thể từ tiểu thuyết cùng tên của tác giả Diệc Thư, sản xuất bởi truyền thông Tân Lệ. Bộ phim là "bản trường ca hai mươi năm về người phụ nữ song hành cùng thời đại", xoay quanh cuộc đời của nhân vật nữ chính tên Hoàng Diệc Mai trải dài từ tuổi trẻ đến khi trở thành một người mẹ đơn thân, nếm qua mọi thăng trầm đời người, từ đó nhận ra giá trị của bản thân cùng ý nghĩa của sự tự do.

## Cốt truyện
Hoàng Diệc Mai biệt danh là Mai Khôi (từ gốc tiếng Trung: 玫瑰, mang ý nghĩa là hoa hồng), sinh ra trong một gia đình tri thức, được cha mẹ và anh trai yêu thương bảo bọc từ nhỏ cho đến lớn, bản thân cô cũng bộc lộ năng khiếu nghệ thuật từ khi còn nhỏ. Đến khi cô nhận được giấy báo thi đại học, cả gia đình mới biết cô sẽ theo học chuyên ngành lịch sử nghệ thuật tại Học viện Mỹ thuật. Cô mới vừa đi làm đã rất nhanh chóng nhận được sự trọng dụng, cô đã gặp gỡ và yêu đối tác của mình là Trang Quốc Đống, nhưng cuối cùng lại bỏ lỡ lẫn nhau, khoảng thời gian đào tạo tại nơi làm việc này cũng giúp cô có một kế hoạch rõ ràng hơn cho cuộc đời mình, và cô quyết định trở lại trường học chuyên sâu hơn.
Sau khi tốt nghiệp, cô và tiền bối Phương Hiệp Văn kết hôn với nhau. Nhưng sau khi kết hôn, hướng phát triển của cả hai khác xa nhau, cuối cùng họ lựa chọn ly hôn. Hoàng Diệc Mai bắt đầu lập nghiệp, và dốc  vai làm việc trong lĩnh vực giám tuyển nghệ thuật, trong thời gian này, cô cũng gặp được tâm giao của mình là Phổ Gia Minh, nhưng anh lại chỉ còn sống được vài tháng, tình yêu giữa hai người cuối cùng cũng kết thúc bởi sự chia cắt sinh tử. Nhưng Hoàng Diệc Mai không để tinh thần sa sút như vậy, cô vẫn như thường lệ, nỗ lực để bản thân sống một cuộc sống thật đặc sắc.

## Sản xuất và phân phối
Dự án phim lần đầu được công bố vào ngày 3 tháng 11 năm 2022 với tựa đề Câu chuyện hoa hồng và đội ngũ sản xuất.
Ngày 19 tháng 6 năm 2023, nhà sản xuất chính thức thông cáo diễn viên chính Lưu Diệc Phi, cùng ngày áp phích đầu tiên của phim được công bố. Ngày 5 tháng 9 đoàn phim công bố những bức ảnh trong phim và toàn bộ dàn diễn viên bao gồm Lưu Diệc Phi, Đồng Đại Vi, Bành Quán Anh, Lâm Canh Tân, Hoắc Kiến Hoa, Vạn Thiến, Lâm Nhất, Chu Châu.
Ngày 15 tháng 11 bộ phim chính thức đóng máy đồng thời tung ra trailer đầu tiên.

### Tranh cãi
Bộ phim gây tranh cãi trên một vài nền tảng mạng xã hội tại Trung Quốc, theo đó khi đoàn phim đang ghi hình tại Đại học Nhân dân Trung Quốc, ê-kíp đã gỡ bảng hiệu ngôi trường trên tường tòa nhà và thay bằng biểu tượng của Đại học Thanh Hoa. Có tin đồn cho rằng các sinh viên của trường bày tỏ sự khó chịu khi bị đoàn phim chiếm dụng hết các lối đi. Một sinh viên đang theo học tại Đại học Nhân dân Trung Quốc cho biết, không có chuyện đoàn phim của Câu chuyện hoa hồng lạm quyền, chiếm dụng lối đi, tất cả đều hợp tác vui vẻ. Một số người cũng cho rằng đội ngũ sản xuất đang cố gắng hết mức để giảm thiểu sự bất tiện bằng cách thương lượng các điều kiện với trường đại học trước khi quay phim và hiện tại, đoàn phim chỉ đang làm theo đúng quy trình.

### Đội ngũ sản xuất
- Công ty sản xuất: Tencent Video, Tân Lệ TV
- Biên kịch: Lý Tiêu, Vương Tư
- Nguyên tácː Diệc Thư
- Đạo diễn: Uông Tuấn, Trình Nguyên Hải (phó đạo diễn)
- Nhà sản xuất: Trịnh Trung Lỵ
- Chỉ đạo hình ảnh: Trương Văn Kiệt
- Chỉ đạo mỹ thuật: Vương Cạnh
- Chỉ đạo tạo hình: Mixwei, Ngải Văn
- Chỉ đạo ánh sáng: Tôn Cảnh Lương
- Tổ tạo kiểu tóc Đỗ Mỹ Hoa
- Tổ trang điểm: Lý Diễm Băng
- Tổ trang phục: Tôn Nghị Á

## Diễn viên
- Lưu Diệc Phi vai Hoàng Diệc Mai
- Hoắc Kiến Hoa vai Phổ Gia Minh
- Vạn Thiến vai Tô Canh Sinh
- Lâm Canh Tân vai Phương Hiệp Văn
- Đồng Đại Vi vai Hoàng Chấn Hoa
- Bành Quán Anh vai Trang Quốc Đống
- Chu Châu vai Khương Tuyết Quỳnh
- Lâm Nhất vai Hà Tây
- Lam Doanh Oánh vai Quan Chi Chi
- Trần Dao vai Bạch Hiểu Hà
- Trương Nguyệt vai Hàn Anh
- Hầu Trường Vinh giáo sư Hoàng
- Ngô Ngọc Phương vai giáo sư Ngô
- Lưu Quân vai cha Trang Quốc Đống
- Vu Tuệ vai mẹ Trang Quốc Đống
- Cao Thự Quang vai cha Bạch Hiểu Hà
- Tưởng Tuyết Minh vai Nguyên Chinh
- Ngô Bỉ vai Chu Sĩ Huy
- Vương Danh Dương vai Phổ Gia Mẫn
- Hoàng Nghệ vai Mễ Mễ
- Uông Lô Vân vai Phương Liên
- Quách Ngộ An (郭遇安) vai Phương Thái Sơ (方太初) lúc 5 tuổi
- Đậu Nhược Hề (窦若兮) vai Phương Thái Sơ ở tuổi thiếu niên

## Giải thưởng
| Giải thưởng                                       | Hạng mục                                  | Kết quả   | Trao cho                | Ref           |
| ------------------------------------------------- | ----------------------------------------- | --------- | ----------------------- | ------------- |
| Giải Bạch Ngọc Lan lần thứ 30                     | Phim Truyền hình Trung Quốc Xuất sắc nhất | Đề cử     | Câu chuyện của hoa hồng | [ 32 ] [ 33 ] |
| Giải Bạch Ngọc Lan lần thứ 30                     | Kịch bản Xuất sắc nhất (Chuyển thể)       | Đoạt giải | Lý Tiêu, Vương Tư       | [ 32 ] [ 33 ] |
| Giải Bạch Ngọc Lan lần thứ 30                     | Nữ Diễn viên Chính Xuất sắc nhất          | Đề cử     | Lưu Diệc Phi            | [ 32 ] [ 33 ] |
| Giải Bạch Ngọc Lan lần thứ 30                     | Nam Diễn viên Phụ Xuất sắc nhất           | Đề cử     | Lâm Canh Tân            | [ 32 ] [ 33 ] |
| Giải Bạch Ngọc Lan lần thứ 30                     | Nữ Diễn viên Phụ Xuất sắc nhất            | Đề cử     | Vạn Thiến               | [ 32 ] [ 33 ] |
| Giải Bạch Ngọc Lan lần thứ 30                     | Quay phim Xuất sắc nhất                   | Đề cử     | Trương Văn Kiệt         | [ 32 ] [ 33 ] |
| Giải Bạch Ngọc Lan lần thứ 30                     | Mỹ thuật Xuất sắc nhất                    | Đề cử     | Vương Cạnh              | [ 32 ] [ 33 ] |
| Liên hoan phim Truyền hình Quốc tế Macao          | Phim truyền hình xuất sắc                 | Đề cử     | Câu chuyện của hoa hồng | [ 34 ]        |
| Liên hoan phim Truyền hình Quốc tế Macao          | Đạo diễn xuất sắc nhất                    | Đề cử     | Uông Tuấn               | [ 34 ]        |
| Liên hoan phim Truyền hình Quốc tế Macao          | Kịch bản hay nhất                         | Đoạt giải | Lý Tiêu                 | [ 34 ]        |
| Liên hoan phim Truyền hình Quốc tế Macao          | Quay phim xuất sắc nhất                   | Đề cử     | Trương Văn Kiệt         | [ 34 ]        |
| Liên hoan phim Truyền hình Quốc tế Macao          | Nam diễn viên xuất sắc nhất               | Đề cử     | Lâm Canh Tân            | [ 34 ]        |
| Liên hoan phim Truyền hình Quốc tế Macao          | Nữ diễn viên xuất sắc nhất                | Đề cử     | Lưu Diệc Phi            | [ 34 ]        |
| Liên hoan phim Truyền hình Quốc tế Macao          | Nữ diễn viên phụ xuất sắc nhất            | Đề cử     | Vạn Thiến               | [ 34 ]        |
| Đại hội Đạo diễn Phim truyền hình 2025            | Phim Xuất sắc trong Năm                   | Đoạt giải | Câu chuyện của Hoa Hồng | [ 35 ]        |
| Đại hội Đạo diễn Phim truyền hình 2025            | Nữ Diễn viên Chính Xuất sắc trong Năm     | Đoạt giải | Lưu Diệc Phi            | [ 35 ]        |
| Đại hội Đạo diễn Phim truyền hình 2025            | Đạo diễn Xuất sắc trong Năm               | Đoạt giải | Uông Tuấn               | [ 35 ]        |
| Đại hội Đạo diễn Phim truyền hình 2025            | Quay phim Xuất sắc trong Năm              | Đoạt giải | Trương Văn Kiệt         | [ 35 ]        |
| Giải thưởng phim truyền hình Trung Quốc lần thứ 3 | Phim Truyền hình Xuất sắc trong Năm       | Đoạt giải | Câu chuyện của Hoa Hồng | [ 36 ]        |
| Giải thưởng phim truyền hình Trung Quốc lần thứ 3 | Đạo diễn Xuất sắc trong Năm               | Đoạt giải | Uông Tuấn               | [ 36 ]        |
| Giải thưởng phim truyền hình Trung Quốc lần thứ 3 | Nữ Diễn viên Xuất sắc trong Năm           | Đoạt giải | Lưu Diệc Phi            | [ 36 ]        |
| Giải thưởng phim truyền hình Trung Quốc lần thứ 3 | Nữ Diễn viên có Sức Hút nhất trong Năm    | Đoạt giải | Vạn Thiến               | [ 36 ]        |
| Giải thưởng phim truyền hình Trung Quốc lần thứ 3 | Nhà sản xuất xuất sắc trong Năm           | Đoạt giải | Tào Hoa Ích             | [ 36 ]        |
| Giải thưởng phim truyền hình Trung Quốc lần thứ 3 | Giải thưởng Quay phim Xuất sắc trong Năm  | Đoạt giải | Trương Văn Kiệt         | [ 36 ]        |
| Giải thưởng phim truyền hình Trung Quốc lần thứ 3 | Biên kịch Xuất sắc trong Năm              | Đề cử     | Lý Tiêu và Vương Tư     | [ 36 ]        |
| Giải thưởng phim truyền hình Trung Quốc lần thứ 3 | Nam Diễn viên có Ảnh Hưởng trong Năm      | Đề cử     | Đồng Đại Vi             | [ 36 ]        |
| Giải thưởng phim truyền hình Trung Quốc lần thứ 3 | Nữ Diễn viên Đột Phá trong Năm            | Đề cử     | Lôi Gia                 | [ 36 ]        |